# 半淞园
半淞园，原为上海南市南部一处营业性私家园林。园林整体风格为中国传统园林式样，园名取自杜甫《戏题王宰画山水图歌》诗中的句子“剪取吴淞半江水”。半淞园占地面积颇广，加之是南市地区少有的娱乐场所，所以自建成后成为上海主要的公共活动场地。1937年，日军空袭上海南火车站，毗邻南站的半淞园也遭战火焚毁，此后并未重建。

## 历史
半淞园所占的地区，在1880年代时，为一吴姓人家所有，园内主要遍植桃树，夏季便盛产水蜜桃。至1909年，吴姓桃园逐渐衰落，并由上海士绅、沙逊洋行买办沈志贤购入其部分土地，并营造私家园林沈园。
1917年，沈志贤与姚伯鸿决定扩建沈园，并改建成为一处营业性的园林。扩建工程于当年2月开始，到翌年完工，此次工程结束后，园林面积扩大至60余亩，园内水域面积占总面积的将近一半，所以选取杜甫《戏题王宰画山水图歌》诗中的名句“剪取吴淞半江水”来命名该园。半淞园扩建开放后，门票为银元2角，儿童及仆从的门票则为半价。
半淞园因地处南市，而该地区人口稠密却缺乏园林等娱乐场所，同时毗邻沪杭甬铁路上海站，所以自开业后始终客流不断，并且是沪上一些活动的首选之地。1937年8月，日军飞机轰炸上海南站，半淞园受此牵连也毁于兵灾。此后，半淞园原址则为南市电厂和其他工厂所占用。2010年世界博览会申办成功后，半淞园原址被规划进世博园区。

## 景观及设施
半淞园主体为南北向，呈葫芦造型。扩建时通过挖土造湖筑山，使得园景具有湖光山色，同时加之紧邻黄浦江，所以又能阅江揽景。园内则亭台楼榭相连，遍植树木花卉。
半淞园的入口悬挂“江天揽胜”牌匾，进入入口后，连接的廊庑内壁嵌珂罗版印的王羲之所书《快雪时晴帖》。随后进入第二道门，门上悬有“尘境蓬壶”横额。经过二道门后便是园区主景，主景分中、东、西三条线路。中部分布碧梧轩、江上草堂、“云路”牌坊，东侧为群芳圃、荷花池、九曲桥、藕香榭，西侧为西山、枕流轩、水风亭等建筑。其中西山以开挖河、湖的泥土堆砌而成，占地达10亩，高达20多米。山上建有茅亭，以供游客观赏江景。
除景点外，半淞园还依据地势、风景设置一批游乐、餐饮等辅助设施，例如弹子房、跑驴厂、划船等。

## 公众活动

### 常设活动
半淞园因面广、景佳，加之地处华界闹市，因此成为当时沪上一些主要活动的首选之地。其中半淞园自办的常设活动有每年三次的花卉展、端午龙舟竞赛、烟火汇演、曲艺展出等。
半淞园花卉展每年举办三次，分别在农历正月，二、三月和九、十月举行，主题以时令花卉为主，因此也称之为梅、兰、菊展。梅展一般以自育盆景为主，兰展则邀请大批苏浙沪养殖兰花名家前来参展。而半淞园菊展则在沪上园艺界享有一定声誉，菊展一般为期一月，以该园所培育的佳菊为主。由于时值江南地区的大闸蟹上市季节，园内杏花村、剪淞楼等酒家也会在此时推出菊蟹宴以襄菊展。

### 其他活动
半淞园除一些园方举办的活动外，也是一些社会团体举办活动之所。1920年5月8日，毛泽东为赴法勤工俭学的湖南新民学会成员在半淞园举办欢送会，同时商议学会的工作。
1921年3月，叶圣陶、沈雁冰、郑振铎三人在半淞园聚会，研究《小说月报》的改版和《文学旬刊》的筹建，这次会议代表以三人为首的现代文学团体文学研究会由北京转至上海。